# Boogschieten op de Paralympische Zomerspelen 1976
De Ve Paralympische Spelen werden in 1976 gehouden in Toronto in Canada.  Boogschieten was een van de 13 sporten die op het programma stonden tijdens deze spelen.

## Mannen

### Teams
| Rank | Land           | Punten | Schutters                         |
| ---- | -------------- | ------ | --------------------------------- |
| 1    | Frankrijk      | 2366   | Maraschin A. Piutti Thore         |
| 2    | West-Duitsland | 2354   | R. Schmidberger Hohmann E. Hammel |
| 3    | Zweden         | 2192   | M. Eden U .Hornlund A. Luks       |

| Rank | Land             | Punten | Schutters                                         |
| ---- | ---------------- | ------ | ------------------------------------------------- |
| 1    | Verenigde Staten | 6311   | Jay Brown Patrick Krishner Timothy van der Meiden |
| 2    | België           | 6298   | Jozef Meysen Guy Grun Aime Desal                  |
| 3    | Nederland        | 6287   | Piet Blanker Popke Popkema M. Senders             |

| Rank | Land             | Punten | Schutters                                       |
| ---- | ---------------- | ------ | ----------------------------------------------- |
| 1    | Frankrijk        | 1886   | J. M. Chapuis A. Galea Malgogne                 |
| 2    | Zwitserland      | 1829   | Jack Hautle Eugen Schuler Martin Stadler        |
| 3    | Verenigde Staten | 1686   | Noreen Vollbach Roy Nungester Vincent Falardeau |

| Rank | Land                | Punten | Schutters                              |
| ---- | ------------------- | ------ | -------------------------------------- |
| 1    | Verenigd Koninkrijk | 1615   | C. Anslow N. Biggs Alan Corrie         |
| 2    | Finland             | 1210   | Hugo Illi Veikko Puputti Tauno Valkama |

### Individueel
| Klasse                                      | Punten | land | Goud                 | land | Zilver           | land | Brons        |
| ------------------------------------------- | ------ | ---- | -------------------- | ---- | ---------------- | ---- | ------------ |
| Uitgebreide Metrische ronde Open            | 826    | FRG  | R. Schmidberger      | FRA  | Thore            | FRG  | Hohmann      |
| Uitgebreide Metrische ronde tetraplegie A-C | 809    | CAN  | T. Parker            |      |                  |      |              |
| FITA Ronde Open                             | 2250   | BEL  | Guy Grun             | FRG  | H. Geiss         | RSA  | W. Kokott    |
| FITA Ronde tetraplegie A-C                  | 2126   | NED  | H. Pimmelar          | NOR  | Oddbjorn Stebekk | GBR  | N. James     |
| Beginners Ronde Open                        | 669    | FRA  | J. M. Chapuis        | FRA  | A. Galea         | SUI  | Jack Hautle  |
| Korte metrische ronde open                  | 600    | JPN  | Shigenobu Hashiguchi | KOR  | Yoon Bae Kim     | GBR  | Alan Corrie  |
| Korte metrische ronde Tetraplegie A-C       | 514    | USA  | West Brownlow        | AUS  | R. Soutar        |      |              |
| Tetraplegic Ronde A-C                       | 610    | NOR  | Casper Caspersen     | GBR  | L. Smith         | CAN  | R. Thibodeau |

## Vrouwen

### Teams
| \| Rank \| Land \| Punten \| Schutters \| \| ---- \| ---------------- \| ------ \| ------------------------------------- \| \| 1 \| Verenigde Staten \| 5411 \| Susan Hagel Rhonda July Sally Staudte \| |                  |        |                                       |
| Rank | Land             | Punten | Schutters                             |
| 1 | Verenigde Staten | 5411   | Susan Hagel Rhonda July Sally Staudte |

### Individueel
| Klasse                           | Punten | land | Goud            | land | Zilver               | land | Brons           |
| -------------------------------- | ------ | ---- | --------------- | ---- | -------------------- | ---- | --------------- |
| Uitgebreide Metrische ronde Open | 749    | FRA  | Maraschin       | NOR  | Karlsen              | NOR  | O. Holen        |
| FITA Ronde Open                  | 2172   | SWE  | Bodil Elgh      | FRG  | Anneliese Dersen     | USA  | Rhonda July     |
| Beginners Ronde Open             | 582    | JPN  | Tomoko Yamazaki | RSA  | R. Alexander         | USA  | Noreen Vollbach |
| Korte metrische ronde open       | 451    | FRG  | S. Battran      | FRG  | Waltraud Hagenlocher | GBR  | G. Matthews     |
| Tetraplegic Ronde A-C            | 547    | FRG  | Liebrecht       | GBR  | Jane Blackburn       |      |                 |

Atletiek · Basketbal · Boogschieten · Dartchery · Gewichtheffen · Goalball · Koersbal · Schermen · Schietsport · Snooker · Tafeltennis · Volleybal · Zwemmen
Rome 1960 ·
Tokio 1964 ·
Tel Aviv 1968 ·
Heidelberg 1972 ·
Toronto 1976 ·
Arnhem 1980 ·
New York & Stoke Mandeville 1984 ·
Seoel 1988 ·
Barcelona 1992 ·
Atlanta 1996 ·
Sydney 2000 ·
Athene 2004 ·
Peking 2008 ·
Londen 2012 ·
Rio de Janeiro 2016 ·
Tokio 2020 ·
Parijs 2024 ·
Los Angeles 2028